# Agèrat
L'agèrat o alè de bou (Achillea ageratum) és una espècie entomògama i anemòcora de la família de les asteràcies. També rep els noms d'alta-reina, camamilla, herba cuquera, herba del fàstic, alta reina, altarreina, camamila i mansanilla.

## Etimologia
- Achillea: el nom genèric és en honor d'Aquil·les.[2] Concretament el nom esdevé de la Guerra de Troia en què aquest heroi va curar molts dels seus soldats i el rei Tèlef amb centenrama per detenir les hemorràgies.[3]

- ageratum: epítet llatí que significa 'una planta que no es marceix ràpidament; una planta aromàtica'.[4]

## Descripció
Hemicriptòfit herbaci erecte de 20 a 50 cm d'alçada amb la base una mica llenyosa. Forma unes fulles allargades i obtuses que es transformen gradualment en un pecíol, els marges estan doblement dentats. Aquestes fulles i el conjunt de la planta és aromàtica. Els capítols són xicotets botons formats per flors grogues, aquests s'agrupen en una inflorescència formant un corimbe. Floreix al maig fins al final d'estiu. El nombre cromosòmic és n=9.

## Hàbitat
És una planta nadiua del sud d'Europa, incloent els Països Catalans, on es cultiva com a planta aromàtica. Viu en herbeis de sòls inundables, argilosos eutròfics, predominantment en els calcaris, de vegades en els àcids. Des del nivell del mar als 1.100 m d'altitud. No es troba a Menorca.

## Usos
A l'edat mitjana s'utilitzava com a repel·lent d'insectes com les arnes, les puces i les paparres, a més a més, donava una bona olor a les habitacions. És molt apreciada en apicultura perquè és molt mel·lífera.
En medicina popular és de poc ús, generalment per a la manca de gana, indigestions, paràsits intestinals i debilitat. S'empren els corimbes en infusió per a rentar les ferides externament. També es fan infusions amb aquests i es pren una tassa al matí en dejú com a tònic i estimulant. Com a vermífug, sobretot llavors i corimbes en infusió.

## Galeria

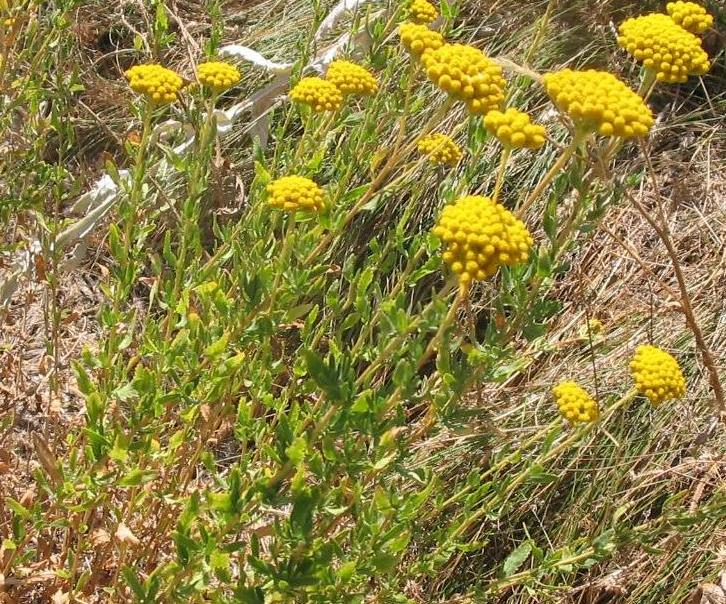
Agèrat al camp
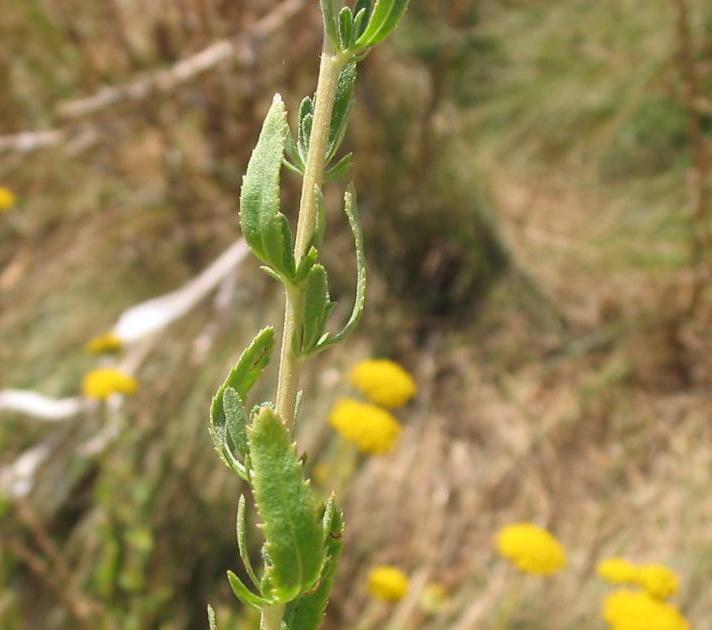
Tija i fulles
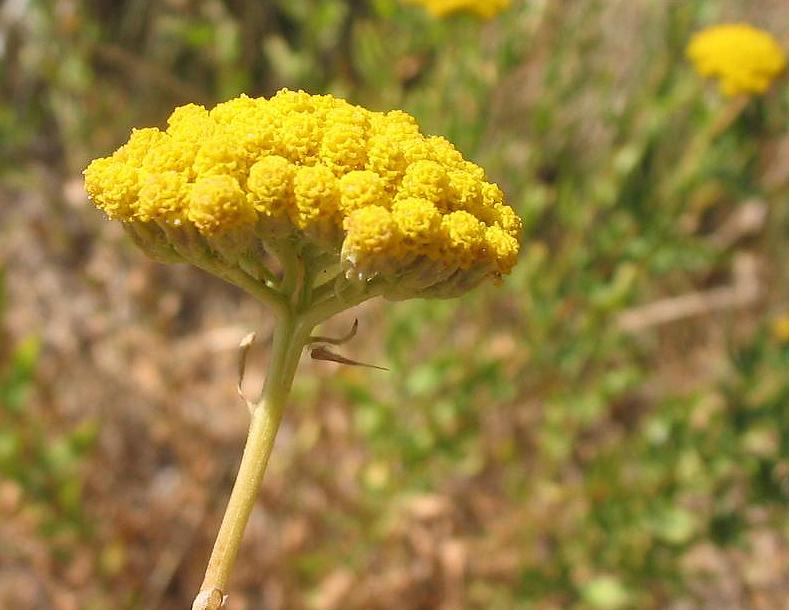
Corimbe de costat
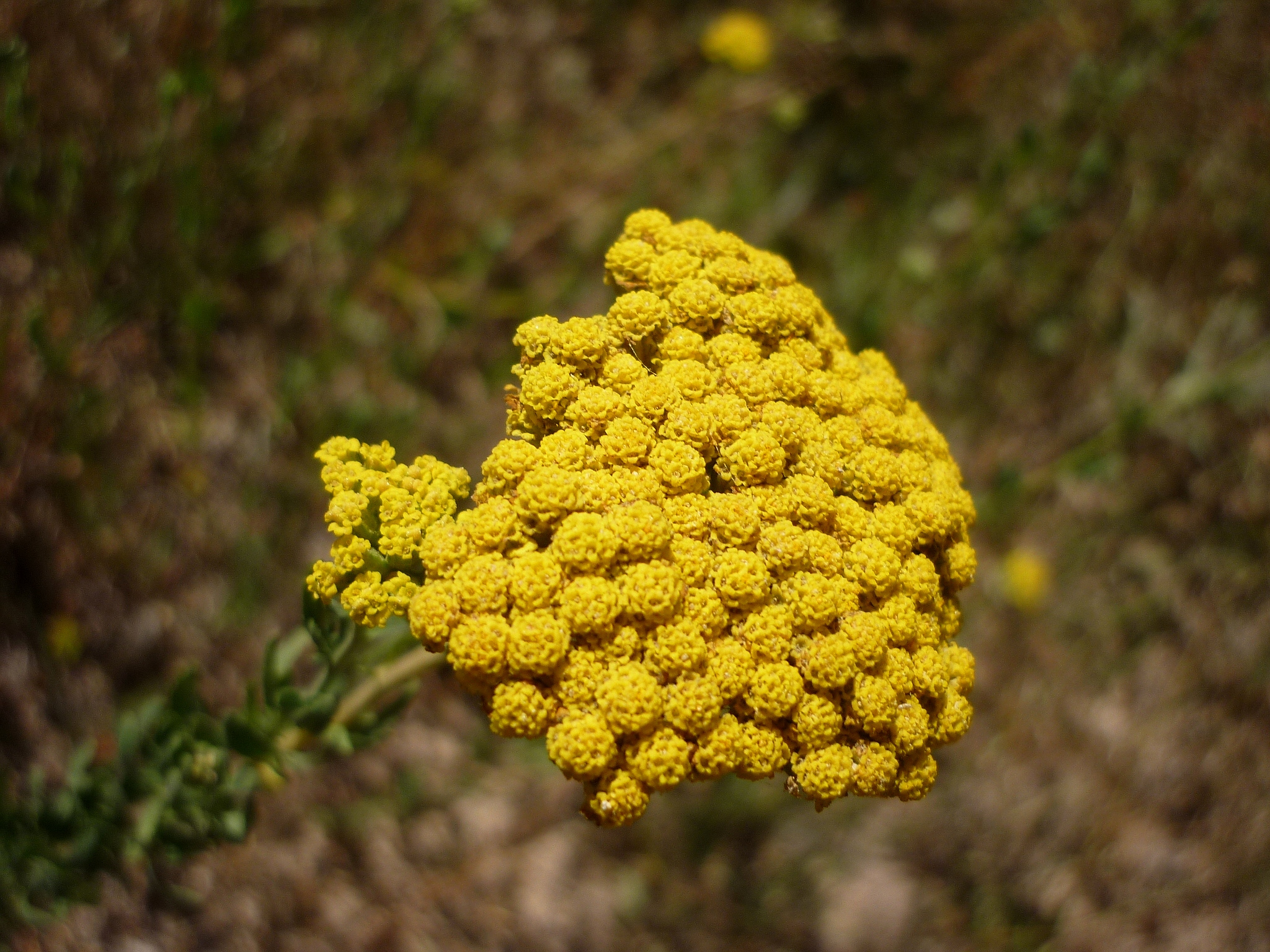
Corimbe zenital
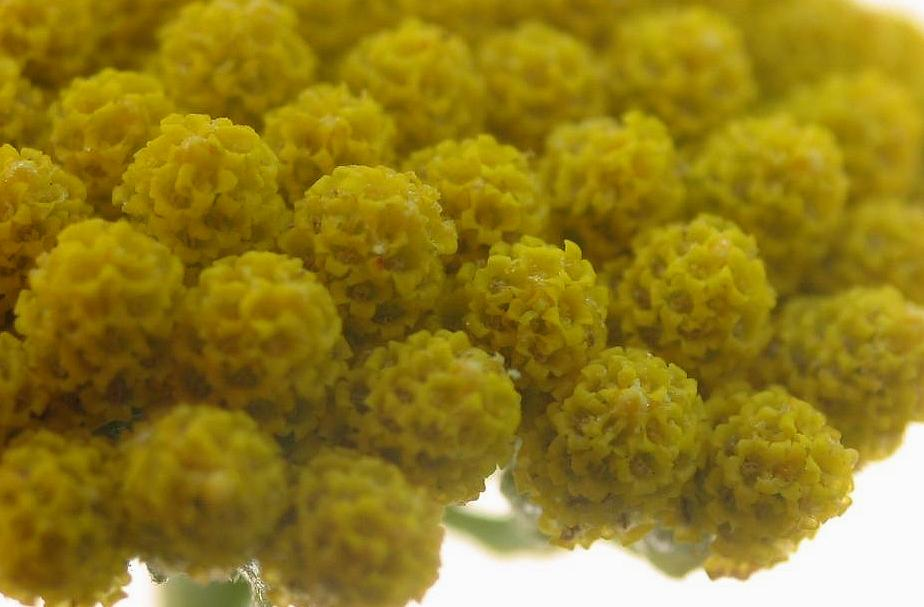
Detall del corimbe

## Noms populars
Alta-reina, alta reina, altarreina, camamilla, camamila, herba del fàstic o mansanilla.